# SV Preußen Glatz
Der SV Preußen Glatz (offiziell: Sport-Verein Preußen 1923 Glatz e. V.) war ein deutscher Sportverein in der niederschlesischen Kreisstadt Glatz (seit 1945 Kłodzko in Polen).

## Geschichte

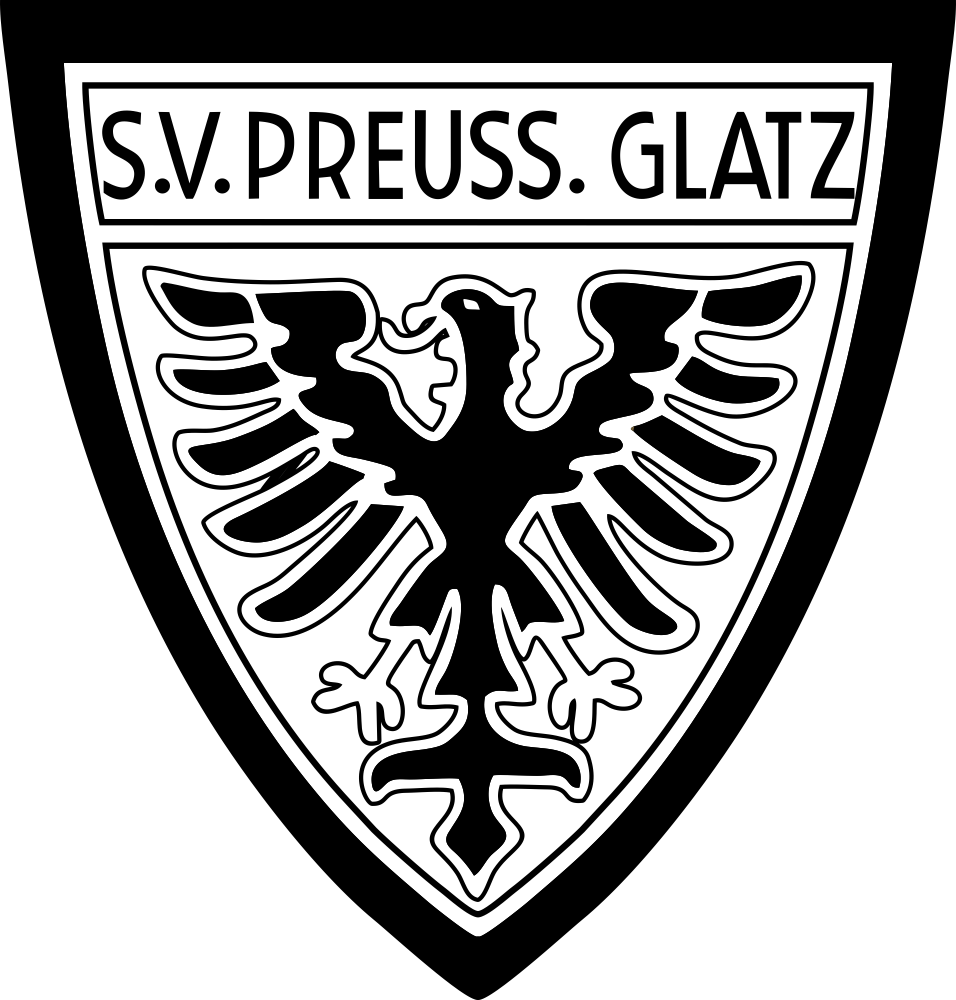
Andere Variation des Wappens

Der Verein wurde 1923 als SV Preußen Glatz gegründet und gehörte dem Südostdeutschen Fußball-Verband an. 1927 wurde der Verein Bergland-Meister und durfte somit an der südostdeutschen Meisterschaftsendrunde teilnehmen.
1933 verpasste der SV Preußen Glatz die Qualifikation für die neu eingeführte Gauliga Schlesien und spielte fortan in der drittklassigen Kreisklasse. In der Saison 1936/37 wurde der Verein Meister der Kreisklasse Glatz und durfte an den Aufstiegsspielen zur zweitklassigen Bezirksliga Mittelschlesien teilnehmen, bei dem Glatz mit Platz 3 den Aufstieg verpasste.
Als Folge des Zweiten Weltkrieges fiel Glatz 1945 mit dem größten Teil Schlesiens an Polen, wodurch der Verein SV Preußen Glatz seine Existenz verloren hatte.

## Erfolge
- 2× Teilnehmer an der Südostendrunde: 1927, 1929
- 1× Bergland Meister: 1927
- 1× Bergland Vizemeister: 1929
- 1× Gaumeister Münsterberg: 1925